# العلاقات العراقية الساموية
العلاقات العراقية الساموية هي العلاقات الثنائية التي تجمع بين العراق وساموا.

## مقارنة بين البلدين
هذه مقارنة عامة ومرجعية للدولتين:
| وجه المقارنة                                              | العراق                       | ساموا                        |
| --------------------------------------------------------- | ---------------------------- | ---------------------------- |
| المساحة (كم2)                                             | 437.07 ألف                   | 2.84 ألف                     |
| عدد السكان (نسمة)                                         | 38.27 مليون                  | 196.44 ألف                   |
| الكثافة السكانية (ن./كم²)                                 | 87.56                        | 69.17                        |
| العاصمة                                                   | بغداد                        | أبيا                         |
| اللغة الرسمية                                             | اللغة العربية، اللغة الكردية | لغة إنجليزية، اللغة الساموية |
| العملة                                                    | دينار عراقي                  | تالا ساموي                   |
| الناتج المحلي الإجمالي (بليون دولار)                      | 197.72 مليار                 | 856.63 مليون                 |
| الناتج المحلي الإجمالي (تعادل القوة الشرائية) بليون دولار | 560.73 مليار                 | 1.15 مليار                   |
| الناتج المحلي الإجمالي الاسمي للفرد دولار أمريكي          | 4.94 ألف                     | 3.94 ألف                     |
| الناتج المحلي الإجمالي للفرد دولار أمريكي                 | 15.06 ألف                    | 5.79 ألف                     |
| مؤشر التنمية البشرية                                      | 0.654                        | 0.702                        |
| رمز المكالمات الدولي                                      | +964                         | +685                         |
| رمز الإنترنت                                              | .iq                          | .ws                          |
| المنطقة الزمنية                                           | ت ع م+03:00، ت ع م+04:00     | ت ع م+13:00                  |

## منظمات دولية مشتركة
يشترك البلدان في عضوية مجموعة من المنظمات الدولية، منها:
| علم المنظمة | اسم المنظمة                        | تاريخ انضمام العراق | تاريخ انضمام ساموا |
| ----------- | ---------------------------------- | ------------------- | ------------------ |
|             | مؤسسة التنمية الدولية              | 29 ديسمبر 1960      | 28 يونيو 1974      |
|             | يونسكو                             | 21 أكتوبر 1948      | 3 أبريل 1981       |
|             | وكالة ضمان الاستثمار متعدد الأطراف | 6 أكتوبر 2008       | 27 سبتمبر 2002     |
|             | الأمم المتحدة                      | 21 ديسمبر 1945      | 15 ديسمبر 1976     |
|             | الاتحاد البريدي العالمي            | ?                   | ?                  |
|             | البنك الدولي للإنشاء والتعمير      | 27 ديسمبر 1945      | 28 يونيو 1974      |
|             | الاتحاد الدولي للاتصالات           | 12 نوفمبر 1928      | 7 أكتوبر 1988      |
|             | منظمة حظر الأسلحة الكيميائية       | ?                   | ?                  |
|             | مؤسسة التمويل الدولية              | 27 ديسمبر 1956      | 28 يونيو 1974      |
|             | منظمة الشرطة الجنائية الدولية      | ?                   | ?                  |

## وصلات خارجية
- موقع وزارة الخارجية العراقية